# André Fardeau
André Fardeau, né à Soucelles (Maine-et-Loire) le 19 novembre 1761 et mort guillotiné à Angers le 24 août 1794, est un prêtre réfractaire catholique et martyr. Béatifié le 19 février 1984, il fait partie des quatre-vingt-dix-neuf martyrs d'Angers.

## Biographie
Né à la ferme de Sorée à Soucelles d'André et Jeanne Launay  il est ordonné prêtre au Mans le 21 décembre 1787 et nommé vicaire à Briollay avec pour curé Jean-Michel Langevin (à compter de janvier 1788 Quand survient la Révolution française, il refuse de prêter serment à la Constitution civile du clergé (12 juillet 1790 il se cache chez M. Berthelot, sur la paroisse de Briollay, puis il trouve une place de précepteur chez Mr de Bellefonds, au château de Clérambault, à VillévêqueArrêté par la garde nationale le 30 juin 1791 et il est interné à la Citadelle d'Angers comme prêtre réfractaire au serment. L'amnistie du 14 septembre 1791 lui rend sa liberté. 
Après avoir suivi l'armée vendéenne à Laval et à Granville, il se réfugie dans un souterrain des bois de Soucelles. Trahi par un patriote le 21 août 1794, il est conduit à Angers. Il est guillotiné le 24 août 1794 à 4 h de l'après-midi, place du Ralliement à Angers.

## Béatification et mémoire liturgique
Sa cause — ainsi que celle d'autres martyrs — est introduite par l'évêque d'Angers, Joseph Rumeau, en 1905 et aboutit à leur béatification, le 19 février 1984, par Jean-Paul II. Sa mémoire liturgique est célébrée le 24 août et son nom est inscrit au martyrologe romain.

## Hommage
- Une allée porte son nom à Soucelles[3].